# Eupholidoptera
Genre
Eupholidoptera est un genre de sauterelles de la famille des Tettigoniidae.

## Distribution
Les espèces de ce genre se rencontrent en Europe et au Proche-Orient. 

## Liste des espèces
Selon Orthoptera Species File (29 mars 2010) :
- Eupholidoptera akdeniz Ünal & Naskrecki, 2002
- Eupholidoptera anatolica (Ramme, 1930)
- Eupholidoptera annamariae Nadig, 1985
- Eupholidoptera annulipes (Brunner von Wattenwyl, 1882)
- Eupholidoptera astyla (Ramme, 1927)
- Eupholidoptera cephalonica Willemse & Willemse, 2004
- Eupholidoptera chabrieri (Charpentier, 1825) - decticelle splendide
- Eupholidoptera cretica Ramme, 1951
- Eupholidoptera cypria Ramme, 1951
- Eupholidoptera demirsoyi Salman, 1983
- Eupholidoptera epirotica (Ramme, 1927)
- Eupholidoptera excisa (Karabag, 1952)
- Eupholidoptera femorata Çiplak, 1999
- Eupholidoptera forcipata Willemse & Kruseman, 1976
- Eupholidoptera gemellata Willemse & Kruseman, 1976
- Eupholidoptera giuliae Massa, 1999
- Eupholidoptera helina Çiplak, 2009
- Eupholidoptera hesperica La Greca, 1959
- Eupholidoptera icariensis Willemse, 1980
- Eupholidoptera jacquelinae Tilmans, 2002
- Eupholidoptera karabagi Salman, 1983
- Eupholidoptera karatolosi Mofidi-Neyestanak & Quicke, 2007
- Eupholidoptera kinzelbachi Harz, 1981
- Eupholidoptera krueperi (Ramme, 1930)
- Eupholidoptera kykladica Willemse & Willemse, 2008
- Eupholidoptera latens Willemse & Kruseman, 1976
- Eupholidoptera ledereri (Fieber, 1861)
- Eupholidoptera leucasi Willemse, 1980
- Eupholidoptera lyra (Uvarov, 1942)
- Eupholidoptera marashensis Salman, 1983
- Eupholidoptera mariannae Willemse & Heller, 2001
- Eupholidoptera megastyla (Ramme, 1939)
- Eupholidoptera mersinensis Salman, 1983
- Eupholidoptera mirzayani Mofidi-Neyestanak & Quicke, 2007
- Eupholidoptera palaestinensis (Ramme, 1939)
- Eupholidoptera pallipes Willemse & Kruseman, 1976
- Eupholidoptera peneri Kaltenbach, 1969
- Eupholidoptera prasina (Brunner von Wattenwyl, 1882)
- Eupholidoptera raggei Salman, 1983
- Eupholidoptera rammei Willemse & Heller, 2001
- Eupholidoptera sevketi (Ramme, 1933)
- Eupholidoptera smyrnensis (Brunner von Wattenwyl, 1882)
- Eupholidoptera spinigera (Ramme, 1930)
- Eupholidoptera tahtalica (Uvarov, 1949)
- Eupholidoptera tasheliensis Çiplak, 1999
- Eupholidoptera tauricola (Ramme, 1930)
- Eupholidoptera tucherti Harz, 1988
- Eupholidoptera unimacula Karabag, 1956
- Eupholidoptera uvarovi (Karabag, 1952)
- Eupholidoptera werneri Ramme, 1951